# Cyperus gypsophilus
Cyperus gypsophilus är en halvgräsart som beskrevs av Kaare Arnstein Lye. Cyperus gypsophilus ingår i släktet papyrusar, och familjen halvgräs. Inga underarter finns listade i Catalogue of Life.